# Heliamphora
Heliamphora este un gen ce conține 23 de plante din ordinul Ericales, endemice din America de Sud. Speciile din genul Heliamphora sunt plante carnivore, iar frunzele lor au o formă specifică de tub. Au diferite mecanisme de a atragere, captura și omorî insectele.

## Specii
Sunt recunoscute 23 de specii din genul Heliamphora, iar acestea sunt listate în tabelul de mai jos. 
| Specie                      | Autoritatea                                                   | Anul | Imagine | Răspândire                                      | Altitudine   |
| --------------------------- | ------------------------------------------------------------- | ---- | ------- | ----------------------------------------------- | ------------ |
| Heliamphora arenicola       | Wistuba, A.Fleischm., Nerz & S.McPherson                      | 2011 |         | Venezuela                                       | Below 2000 m |
| Heliamphora ceracea         | Nerz, Wistuba, Grantsau, Rivadavia, A.Fleischm. & S.McPherson | 2011 |         | Brazilia                                        | Highland     |
| Heliamphora chimantensis    | Wistuba, Carow & Harbarth                                     | 2002 |         | Venezuela                                       | 1900–2100 m  |
| Heliamphora ciliata         | Wistuba, Nerz & A.Fleischm.                                   | 2009 |         | Venezuela                                       | 900 m        |
| Heliamphora collina         | Wistuba, Nerz, S.McPherson & A.Fleischm.                      | 2011 |         | Venezuela                                       | 1700–1825 m  |
| Heliamphora elongata        | Nerz                                                          | 2004 |         | Venezuela                                       | 1800–2600 m  |
| Heliamphora exappendiculata | (Maguire & Steyermark) Nerz & Wistuba                         | 2006 |         | Venezuela                                       | 1700–2100 m  |
| Heliamphora folliculata     | Wistuba, Harbarth & Carow                                     | 2001 |         | Venezuela                                       | 1700–2400 m  |
| Heliamphora glabra          | (Maguire) Nerz, Wistuba & Hoogenstrijd                        | 2006 |         | Frontiera dintre Brazilia, Guyana, și Venezuela | 1200–2750 m  |
| Heliamphora heterodoxa      | Steyerm.                                                      | 1951 |         | Guyana?, Venezuela                              | 1200–2200 m  |
| Heliamphora hispida         | Nerz & Wistuba                                                | 2000 |         | Frontiera dintre Brazilia și Venezuela          | 1800–3014 m  |
| Heliamphora huberi          | A.Fleischm., Wistuba & Nerz                                   | 2009 |         | Venezuela                                       | 1850–2200 m  |
| Heliamphora ionasi          | Maguire                                                       | 1978 |         | Venezuela                                       | 1800–2600 m  |
| Heliamphora macdonaldae     | Gleason                                                       | 1931 |         | Venezuela                                       | 1500–2300 m  |
| Heliamphora minor           | Gleason                                                       | 1939 |         | Venezuela                                       | 1650–2500 m  |
| Heliamphora neblinae        | Maguire                                                       | 1978 |         | Frontiera dintre Brazilia și Venezuela          | 860–2200 m   |
| Heliamphora nutans          | Benth.                                                        | 1840 |         | Frontiera dintre Brazilia, Guyana, și Venezuela | 2000–2700 m  |
| Heliamphora parva           | (Maguire) S.McPherson, A.Fleischm., Wistuba & Nerz            | 2011 |         | Venezuela                                       | 1750–2200 m  |
| Heliamphora pulchella       | Wistuba, Carow, Harbarth & Nerz                               | 2005 |         | Venezuela                                       | 1850–2550 m  |
| Heliamphora purpurascens    | Wistuba, A.Fleischm., Nerz & S.McPherson                      | 2011 |         | Venezuela                                       | 2400–2500 m  |
| Heliamphora sarracenioides  | Carow, Wistuba & Harbarth                                     | 2005 |         | Venezuela                                       | 2400–2450 m  |
| Heliamphora tatei           | Gleason                                                       | 1931 |         | Venezuela                                       | 1700–2400 m  |
| Heliamphora uncinata        | Nerz, Wistuba & A.Fleischm.                                   | 2009 |         | Venezuela                                       | 1850 m       |